# Yeshwantgad
Yeshwantgad o Yashivantgarh (Redi o Reddi o Rairi) és una fortalesa del districte de Ratnagiri a Maharashtra en un cim rocós a la boca d'un riu.
Fou construït el 1662 per Sivaji; posteriorment va passar als governants de Sawantwadi, i va esdevenir una fortalesa dels pirates que el 1765 fou conquerida pels britànics; fou restaurada a Sawantwasi l'any següent. Pel tractat de 1812 la fortalesa fou entregada el 1819 als britànics; la cessió fou confirmada el 1820.